# 河北大学“10·16”交通肇事案
河北大学新校区“10·16”交通肇事逃逸案、“我爸是李刚”事件是指2010年10月16日晚发生在中華人民共和國河北省保定市河北大学新校区的一起醉酒驾驶交通肇事逃逸案件，造成在校学生一死一伤。事发后，肇事者因官二代身份若無其事照樣開車，被抓获后因一句「我爸是李剛」而引起網民與社會舆论譁然。后来更爆出李刚收入異常、曾帮助河北大学校长调查举报其剽窃他人文章的人的丑闻，使原本一起单纯的交通事故发展到揭露行政人员权力腐败黑幕的事件。事件最终以受害者家属民事撤诉、媒体噤声、律师遭解雇、報導此事件的记者被谈话而收场，而李家私下賠付約五十萬元和解。
2011年1月30日上午9时，刑事部分得到社會重視，案件移到河北省望都县人民法院，法官对本案作出一审宣判，被告人李启铭以交通肇事罪被判6年有期徒刑。

## 经过
2010年10月16日21时10分左右，肇事司机李启铭载着他的朋友开着一辆牌照为“冀FWE420”的黑色迈腾轿车（发动机号：122100）从河北大学新校区从南门驶入，后停在食堂附近一栋楼下，20多分钟后重新启动。据校保安称，肇事车进校门时车速不快，但进校约一百米后突然加速，肇事车转弯时，摇摆不定，没有减速。经过坤舆湖边易百超市门口，将刚下楼拿着轮滑鞋准备去练习轮滑的陈晓凤（现场照片显示她穿的是平底胶鞋）和步行准备去社团的张晶晶撞飞，陈晓凤被撞飞腾空很高，落下后砸到车前副驾驶座的挡风玻璃，张晶晶被轿车前右侧反光镜撞到。陈晓凤当场昏迷，头部有血迹，疑为头部着地；张晶晶在路边呻吟。撞击后有明显的刹车声，但车速依然很快。
据新闻称，李启铭继续行驶，后在男生宿舍调头原路返回，在校门口被保安和学生截住。被叫下车后，李启铭大声说：“有本事你们告去，我爸爸是李刚。”或對在場同學說“看把我（的）车（给）刮的！你知道我爸是誰嗎？我爸是李刚！”此为引用网上贴子，亦有與前者略有出入說詞，但都有“我爸（或爸爸）是李刚”，现场有多名学生闻到李启铭身上有浓烈的酒味，李启铭随后被警方带走。
接到报警，保定市公安交警支队二大队民警迅即赶赴现场调查处置，在依法扣留肇事车辆、行驶证及李启铭驾驶执照的同时，迅速组织抢救伤者。事故处理民警经对李启铭採血检测，显示酒精含量为151毫克/100毫升，因高于80毫克/100毫升的标准而鉴定为醉酒驾车。17日晚，警方以涉嫌“交通肇事犯罪”刑事拘留了李启铭。

## 当事人
- 李启铭（1988年－，又名李一帆，本案发生后，网友冠以新称号“李衙内”、“李小衙”[13]），男，河北传媒学院2008级播音主持（专科）专业学生，2010年6月毕业，事发时为保定市电视台实习生，其父亲是保定市北市区公安局副局长李刚。[14]

- 陈晓凤（1990年2月16日－2010年10月17日），女，河北省石家庄市辛集市位伯镇南四仲村人[15]，河北大学工商学院光信息科学与技术班2010年大一新生。2010年10月17日17时20分，经抢救无效死亡，时年20岁。[14]
- 张晶晶（1990年－），女，河北省承德市丰宁县人，河北大学工商学院光信息科学与技术班2010年大一新生，车祸后造成左膝盖粉碎性骨折，右手手指淤肿，左手手臂擦伤，事后转往解放军二五二医院外科住院部的12楼病房接受治疗。10月22日12时30分，张晶晶进行了一个韧带修复的小手术，手术费用由肇事者李启铭支付。有传闻称张晶晶被河北大学保研，放弃上诉。这一说法未得到校方和张晶晶本人的证实。[14][7]

## 调查

### 警方反应
10月16日当晚，出勤交警对李启铭进行了抽血检测，检验得出李启铭的静脉血酒精含量为151毫克／100毫升。18日，保定市公安局官网发布通稿称李启铭已于10月17日晚被警方依法刑事拘留，保定市公安交警支队二大队已成立事故调查专案组，同时，公安局也给出了《痕迹检验报告书》和陈晓凤的《法医学尸体检验分析意见书》，其中《分析意见书》得出结论是死者是因为交通事故致颅脑损伤死亡。当天警方新闻发言人表示，法律面前人人平等，无论是谁，只要触犯法律，将严格依法予以惩处。19日，保定市交警支队二大队事故处理中队出具《速度鉴定书》：冀FWE420逃逸未在现场，事故现场未发现明显的刹车痕，无法计算车速。同一天，警方又出具了《道路交通事故车辆技术检验报告》：肇事车辆型号为迈腾轿车，发动机号为122100，并得出结论“符合安全技术要求”。21日，保定市公安局交警支队二大队给出《道路交通事故认定书》，认定：李启铭负此事故全部责任；陈晓凤、张晶晶无责任。
20日，对于北市区警方是否该回避，警方表示查案是按照属地原则，必须由所在地警方负责调查，不大可能跨区办案。然而，在10月24日，犯罪嫌疑人李启铭因涉嫌交通肇事犯罪被望都县人民检察院依法批准逮捕。25日，河北省保定市公安局表示，校园车祸一案已由保定市公安局指定望都县公安局管辖，经望都县警方依法对事故进行调查、取证及责任认定后，提请望都县人民检察院逮捕。保定市司法部门表示，由于犯罪嫌疑人李启铭的父亲李刚系肇事地点所在的保定市公安局北市区分局副局长，为加大此次案件审判工作的公开度和透明度，此案采取异地审判的方式，届时将邀请法学界专家和河北大学部分师生听审。通过谷歌地图测量，保定市公安局和望都县人民检察院之间的行车距离为42公里。

### 家属反应
10月19日，有报道称肇事者父亲李刚想用五六十万庭外和解，但受害者家属表示拒绝庭外和解，要求公正审判。
21日下午，李启铭的父亲李刚接受央视独家专访对儿子所为表示“很痛心、很内疚”，向受害人及家属表示诚恳道歉，并鞠躬致歉，称将不会袒护儿子，积极配合救治伤者。采访中李刚多次哽咽，不能自已。被羁押在看守所的李启铭在接受采访时也同样表现出悔意，他痛哭流涕地说：“我给他们带来了很大的痛苦，我真的非常自责，对被害者家属致以万分的歉意。”，但有部分网友指出他在作秀，并且以美剧《Lie to me》中Lightman识破对方是否在撒谎的方法来对李启铭的道歉时的表情进行对比。
22日晚，记者采访陈晓凤的哥哥，他认为道歉像作秀，没有实质作用，不可能给受害者家属任何安慰，称“谁都不会说自己是个坏人，这种道歉我不能接受。”同时，他认为央视仅仅采访了肇事者及其家属而未采访受害者家属显得不公平，“在现在这种社会舆论下，他们接受采访更像是要获得社会同情。”据他透露，他的母亲受噩耗刺激，突发高血压和心脏病已入院两日，他希望自己的家庭也能得到应有的赔偿。
陈晓凤父亲陈广乾向《南方都市报》记者表示他不想要李启铭以命抵命，并透露李刚曾三次会见他和他的妻子，第一次遭到拒绝，其后的两次会面中李刚表示愿意倾家荡产赔偿陈家，也会积极配合法律程序。

### 调查取证
事故发生后警方调查事发现场未发现明显刹车痕，无法计算车速，而且事故发生在拐角的地方，没有摄像头拍摄下整个过程。为此，陈晓凤家属委托的代理律师胡益华26日致信河北大学师生寻求目击证人的帮助，为此案实名作证，以查清肇事车辆行驶速度、肇事者是否采取紧急刹车以及肇事者事后的处理方式等事实定罪量刑。同时信中也保证为因作证而受到不公正的待遇的师生提供协助。
2010年11月1日晚，陈晓凤哥哥陈林发微博，称当日上午望都县送来一份《鉴定结论通知书》，肇事车行驶速度为碰撞前的行驶速度为45公里/小时至59公里/小时。对此，陈家的代理律师张凯认为“很扯淡”，陈林也不认同这个速度鉴定，他说：“这个（速度）事实上理论上根本不会把人撞飞。”陈家已于2010年11月3日提起重新鉴定申请，但是公安机关回避车速问题，在可以提起重新鉴定的三天时间内已经将案卷移送检察院。张凯律师在11月1日晚，被其律师所主任谈话，要求其中止对此案的代理。11月1日早，保定交警支队刘队长和望都县办案人员找到陈家，提了两个要求，一是李刚要求解剖尸体，查清死因。二是问陈家是否同意赔偿解决此案，如果同意尽管提出数额申请，说不要错过机会。

## 处理

### 封口令
事发后，曾有100多个目击证人在事发现场，然而，事发后绝大多数目击证人选择沉默，使案件调查缓慢进行。著名调查记者王克勤在其微博上说有河北大学的几个学生私底下给他留言，向他反映：
|  | 现在学校不让我们说这件事情，所以目击者很难找。因为他们一旦向记者透露什么事情，学校知道后肯定会对说的学生做出处分的，谁都会害怕，所以学校裡的目击者都只能什么也不说。 |

|  | 我妈已严令禁止我再管这事，但我没办法让自己的良心受煎熬！晓凤惨白的脸一直在我眼前晃动，我若不管，我怕我会夜夜被噩梦缠绕！晓凤晶晶都是我所在社团的部员，她们甜甜的叫过我学姐，我没法坐视不理！但，我真的没办法要求那些仅仅是目击人的同学太多。 |

22日下午，河北大学新闻中心主任、新闻发言人王景明接受采访时表示学校绝对没有、也不会对学生下“禁口令”。然而，《京华时报》寻找目击者、知情者依旧受阻，许多学生选择沉默。问拒绝采访的原因，不答。记者试图到医院采访受伤未死的女生，被护士拦下。有看护伤者的同学闻讯走出来，他们说：“可能是术前的焦虑和紧张，张晶晶（伤者）的情绪有些波动，不适宜接受采访”。然而记者始终没有见到伤者本人，也无法与伤者对话。有传言称，受害女生的同寝室同学被集体保送就读研究生。
根据《深圳新闻网》24日的报道，一位河北大学的学生在记者作出“无论如何也不透露你身份信息”的保证后接受的采访中称，事件发生后，几乎所有的班级都开了班会，由辅导员主持。辅导员主要的要求就是不许在网络上写有关此事的内容，也不许转贴有关内容，如果有记者来，也不许接受采访，更不许组织什么活动，否则“会有麻烦”。辅导员还说，学校可能会安排一些学生干部接受记者采访。
不过河北大学方面否认自己封锁消息，一新闻中心的老师告诉某媒体记者，校方一直为媒体提供帮助，安排甚至动员目击学生接受采访。《成都商报》记者的感受是“从21日开始，多家媒体的记者在河北大学校园的采访就非常顺利，校方不但没有添加阻力，还帮助组织相关人员接受采访”。接受《晶报》记者采访的河北大学学生怀疑，接受采访的“相关人员”就是辅导员提到的“安排一些学生干部”。有在校学生称，撞人事件发生的“道路”实际上在他们眼中根本就是活动场所，平时很少有车经过，在那里聊天和做运动的都有。
撞击当晚，有不少该校武术协会成员追车拦截，然而，有武术协会成员向《中国经济时报》记者发来短信称：武协已经下了全体封口令。除此之外，10月19日15时左右，在事发现场一男生举着“打倒无耻肇事者，血债血还”的标语，几分钟后被几位老师拉走。事后，这位男生發短信给《中国经济时报》解释道，他相信学校，但对学校封口“有点”不满，仅表愤怒，无其他目的。
但是，不得不提出，李刚在事件发生時，并未对学生进行封口和媒体封杀，在CCTV新闻频道，也对此事进行了报道，在CCTV报道中，有河北大学的学生对该案的事发时情景在接受记者采访时进行了描述，而非流言中所说的媒体封杀。也有部分媒体人对王克勤的记录持怀疑态度。CCTV也对李启铭的父亲李刚进行了采访，采访过程中李刚声泪俱下，不过也有部分网民认为CCTV此举有失偏颇，没有全面反映被害人及家属的情况。新闻视频来源：（页面存档备份，存于）；（页面存档备份，存于）

### 撤诉与媒体封锁
11月1日，陈晓凤哥哥发微博，称其代理律师被上司要求中止代理，原因是“受到北京司法局的警告”。李刚要求解剖死者以查明死因。《鉴定结论通知书》称：冀FWE420轿车碰撞前的行驶速度为45公里/小时至59公里/小时。同时受害人代理律师也认为当局在回避车速问题。
11月5日，受害人陈晓风的父亲告诉免费代理事件的人权律师张凯，称事件已解决，张凯也被律师事务所解雇。报道事件的记者王克勤被谈话而不愿接受外媒采访。宣传部门也下令对此案全面新闻封杀。原本大量报导事件的大陆媒体和报纸基本上都停止了有关消息的报道，只有一些论坛在传播事件的结局。
早先中国雅虎的调查中，近半网友成功预测了“整个事件不了了之”的结局。律师张凯也表示该结局在意料之中。

### 和解与民事赔偿
11月14日夜至15日凌晨，原陈晓凤家属代理律师张凯在北京市的主干道上遇袭击。并表示陈晓凤父亲与李启铭和解，是因为陈晓凤家属受到了巨大的压力，包括陈晓凤的爷爷都要求陈晓凤父亲放弃权利，与李启铭和解。关于张凯被袭击事件，河北省公安厅在其人民网的官方微博上意味深长地说了一句：“网上风传的河北大学飙车案律师驾车遭十余人围堵袭击。但事实是，河大交通肇事案受害人陈晓凤家属11月5日已与律师张凯解除代理关系。张凯本人博客也确认此事。不知是谁又以此为噱头想吸引眼球？”。张凯表示，陈晓凤的父亲在11月3日与其解除了代理合同，陈家受到了很大的压力，家里的公务员被领导谈话，还有村支书谈话，让其放弃。
关于网上的和解消息，保定市公安局新闻发言人12月21日表示，飙车案涉及刑事犯罪，不可能“和解”，目前李启铭依然羁押在看守所，案件正在审理。11月5日，犯罪嫌疑人李启铭的委托代理人与受害人陈晓凤的家人达成了民事赔偿协议并已如期履行。此案刑事部分还在审理中。
12月20日，陈晓凤父亲陈广乾告诉记者，已经拿到了协议中约定的46万元赔偿。赔偿协议上规定，李刚赔偿陈家所有费用总计46万元人民币，双方担保人分别为保定市公安局一工作人员和南四仲村村主任。陈广乾说，签署协议前后，作为肇事方代表的李刚始终未出面，协议是李刚在上面签好字之后拿给他签字的。陈广乾说，协议中规定“双方不能再联系，不能接触记者”。陈林告诉相熟的朋友，为了防止陈家与外界联系，这46万元并没有当场给陈家，而是由位伯镇政府暂时保管，等事情平息后才能交给陈家。直到12月20日，陈广乾才肯定地告诉记者，已经拿到了这笔钱。 “我们只想早点解决，多几十万少几十万对我们来说也就那样。”陈广乾还是走来走去，“我们拖不起啊。”

### 开庭审理
官方表示，为公正审讯，本案异地审理，诉讼地点移至河北省保定市望都县人民法院。但根据Google地图显示，此县城是保定市下属县城，此法院距离李刚就任的保定市公安局行车距离约42公里。2011年1月26日上午9时望都县人民检察院将以“交通肇事罪”提起公诉，此前，遇难者陈晓凤家人及一些专家认为应“以危险方法危害公共安全罪”起诉。陈晓凤的父亲陈广乾、哥哥陈林将旁听，但不参与诉讼。此前，陈广乾和李刚签署过一个“刑事谅解书”。在本案中受轻伤的张晶晶“不旁听，不作证，不追究李启铭的责任” 。
望都县法院开庭公告称，此案将公开审判，但有40多名记者要求旁听此案时，却被以“法庭太小，无旁听席位”的理由“婉拒”。保定市政法委和市委宣传部与5家媒体达成“秘密协议”，让5家媒体各派一名记者参加旁听，以示“公开审判”，但报道时必须采用其提供的新闻通稿 。
2011年1月26日，庭审从上午9时开始，10时40分结束。公诉人望都县人民检察院以“交通肇事罪”起诉李启铭，李启铭当庭认罪。望都县人民法院将择日宣判。被害人家属、被告人家属、河大师生代表、部分媒体记者、驻地人大代表、政协委员旁听了庭审。庭审中，公诉机关望都县人民检察院提出李启铭的行为虽然具有危害公共安全的情节，但仍以“交通肇事罪”对李启铭提起公诉，并建议对其判处三到七年。李启铭的律师请求法院判处李启铭三年徒刑，并施予缓刑。陈晓凤的哥哥陈林对这一罪名不认同，他曾要求以“以危险方法危害公共安全罪”起诉李启铭，但被驳回。
河北大学一位法学教授和《青年报》评论认为这一事故更应定为涉嫌以危险方法危害公共安全罪，而非交通肇事罪。因为学校道路并非公共道路，因此不适用于交通法。而北京的律师周泽则认为，校内道路仍为公共道路，适用《道路交通安全法》。

#### 判刑
2011年1月30日上午9时，河北省望都县人民法院对本案作出一审宣判，被告人李启铭以交通肇事罪被判处有期徒刑6年。望都县人民法院认定李启铭于2010年10月16日晚在河北大学新校区生活区醉酒驾驶，致1人死亡1人轻伤，且肇事后逃逸，构成交通肇事罪。
2011年1月26日，开庭后李启铭对公诉机关指控的犯罪事实和罪名没有异议，并当庭认罪。案发后，李启铭亲属赔偿死者陈晓凤亲属46万元，伤者张晶晶9.1万元。法庭鉴于李启铭认罪态度较好，其亲属积极赔偿被害人损失，酌情从轻处罚。

## 影响

### 悼念活动
10月17日21时40分，车祸发生后24小时，河北大学师生自发组织悼念活动，二三十名学生在车祸发生地，点起12支蜡烛，并围起人墙。后来悼念的人群不断扩大，到22时左右，已有400、500人聚集到了易百超市门口。河北大学部分老师和校领导也到现场进行了悼念。23日晚21时40分许，也就是“头七”，死者陈晓凤父母、哥哥等八九位家属到事发现场，点上蜡烛、焚烧纸钱对晓凤进行祭奠。家属们十分激动，陈晓凤哥哥陈林捧着晓凤的遗像面向围观的几百学生长跪不起，哭嚎：“我们要真相，我们要公平，同学们，请大家帮帮我们。”

### 连锁反应
事件过后，有网贴指出李刚家在保定拥有5套房产，其中李刚名下有2套，李启铭名下有3套；与作为公务人员的个人收入不符。
不过同样有网帖指出李刚五套房是有人蓄意编造的谣言。
更有网贴指出李刚的岳父是河北省前副省长张润身。另一方面，方舟子在微博上称，“新语丝网站在今年3月份连续发文揭露王校长（河北大学校长王洪瑞）的两本著作和博士论文均为抄袭之作，王校长曾来函要求删除这些揭露文章，但是未提供任何资料证明自己的清白，所以我们没有照办。”据《成都商报》报道，河北大学教授何达仁在网上发帖举报，称王洪瑞涉嫌严重抄袭，在何达仁提供的资料中，王洪瑞有三部作品涉嫌抄袭，其中与人合著的书《西部人口与资源可持续发展研究》有560页内容（占全文约94.4%）分别抄自多篇专著，且在书中完全没有注明对相关著作的引用和参考情况。根据网上举报河北大学校长的文章，保定市警方在多地对举报者进行了调查、讯问。
随后，有网民在天涯论坛发帖《河北大学校长因“论文抄袭”曾求助于李刚》，该文提到保定市公安机关有关人员曾介入了该事件，“抄袭门”举报人曾先后接受了警务人员多次调查、讯问。李刚被怀疑参与该事件，且被指曾直接或间接帮过河北大学校长王洪瑞的忙。

### 民间反应
肇事者李启铭被拦下后说的一句“我爸是李刚”成为网络上热门的流行语，在猫扑、百度贴吧、天涯社区等网上社区和一些微博网站甚至还出现了以“我爸是李刚”为模板的造句大赛，以讽刺事件的肇事者及其父亲。另有网友在土豆网上发表了改编自小沈阳《我叫小沈阳》的新歌《我爸叫李刚》。
2010年11月15日，百余名在美中国留学生联名为“李刚案”致信温家宝总理，希望此案能够获得公开公正处理。
2010年12月3日，“恨爹不成刚”开始微博、论坛等大量传播，来源是另一个网络事件。甘肃省图书馆工作的图书馆助理馆员王鹏在网上发帖举报大学同学马晶晶在公务员招考中作弊，而遭到宁夏吴忠市公安局利通区分局民警以涉嫌“诽谤罪”的跨省刑拘。宁夏吴忠警方12月2日宣布“王鹏涉嫌诽谤案”系错案，予以撤销，解除对王鹏的刑事拘留。吴忠市委、市政府还宣布免去利通公安分局局长何泽祥职务，并责成吴忠市公安局免去利通公安分局政委汪红东的职务。

### 文化影響
2015年在中国内地上映的古装神话剧《石敢当之雄峙天东》中塑造了一个名为“李衙内”的角色（在该剧第3－5集中出场），倚仗着其父李刚身为开封府的捕快班头在开平镇横行霸道，为非作歹，借此讽刺“我爸是李刚”事件中的责任人李启铭及其父亲李刚。

## 境外媒体报道及反应
该事件引发国际主流媒体以及华文媒体的关注及报道，在事件发生之后的一个月内，有如下媒体或新闻机构（部分）予以报道（转载）及反应：
- 德国：德国电视二台ZDF
- 英国：BBC、金融时报[68]
- 法國：法新社
- 美国：CNN、《国际先驱报》、《华盛顿邮报》[需要較佳来源]、彭博社、《纽约时报》[69]、《华尔街日报》[70][71]、NBC、福克斯新闻网

- 2010年11月18日，《国际先驱报》出版首版头条新闻《中国隐晦笑话：我爸是李刚》；
- 《纽约时报》网站发表评论说：“李刚事件在某种意义上说明了中国一些政府的强权意识，但另一方面媒体、舆论最终还是使得李启铭被审查，最终产生了相对公正的审判。”；
- 《金融时报》报道，“李刚是一个有能力的人，在中国保定的这个地方，他似乎是一个万能的超人。于是，他的儿子李启铭在醉酒驾驶造成一死一伤的惨剧时，才能非常淡定的咆哮：‘有本事你们就去告，我爸是李刚。’”

- 中華民國：中央社、TVBS新闻台、中天卫视、民视新闻、东森卫视、《旺报》
- 新加坡：《联合早报》
- 香港：中评社、凤凰卫视、TVB翡翠新闻台、《大公报》、《文汇报》、《苹果动新闻》[73]、《动向》杂志
- ：韩联社、《中央日报》、《朝鲜日报》、《东亚日报》
- 日本：NHK新闻台、产经新闻、读卖新闻、共同社
- ：澳大利亚新闻网
- 马来西亚：《星洲日报》《中国报》《南洋商报》《马来西亚前锋报》

该事件被其它国家或地区主流媒体分别以不同篇幅和程度的予以追踪报道，其中《国际先驱报》在其英文版首版头条予以报道。多数他国媒体评论表达出质疑中華人民共和國政府对新闻进行钳制的声音和对事件中的本国公民人权无法得到保障的担忧，并借此事件或明或暗的批评中華人民共和國政府。其次，部分媒体要求（希望）中華人民共和國政府彻查事件真相且不向中国国内舆论施加压力；也有亲中華人民共和國政府媒体（如香港《大公报》）表达出与大部分舆论相反的评述（如隐晦批评西方媒体借机指责中国人权状况）。

## 事件时间表
- 2010年10月16日晚21点40分左右，河北传媒学院2008级播音主持专业（专科）学生李启铭，开车在河北大学新校区内接完女友后撞倒两名女大学生。李启铭口出狂言：“我爸是李刚。”后经证实肇事者的爸爸李刚是河北省保定市公安局北市区分局副局长。
- 10月17日傍晚，被撞女生陈晓凤经抢救无效死亡，另一女生张晶晶轻伤。
- 10月18日，传出河北大学要求知情学生封口。
- 10月22日，李刚父子在央视独家露面，公开向受害者及其家属道歉并且痛哭忏悔。
- 10月26日，河北省省长表示对于河北大学校园内的交通肇事案要“依法严肃处理”。
- 11月5日，陈家与李家和解，李家赔偿陈家46万元。陈家与代理律师张凯解除合同。
- 11月7日，陈晓凤安葬。
- 12月14日，陈家代理律师张凯被打，他在博客上怀疑此事可能是官方背景的黑势力参与。
- 12月21日，河北省保定市公安局新闻发言人办公室表示，此案属于应由检察机关提起公诉的刑事案件，不可能做和解结案，目前犯罪嫌疑人李启铭依然被羁押在看守所。
- 2011年1月26日，河北省望都县人民法院开庭审理本案，望都县检察院以“交通肇事罪”提起公诉。陈家将现场旁听，但将不参与诉讼。
- 1月30日，河北省望都县人民法院对本案作出一审宣判，被告人李启铭以交通肇事罪被判6年有期徒刑。
- 2014年6月25日， 宋林案举报者李建军在境外透露，报道“我爸是李刚”的记者殷玉生已被刑事拘留，疑因祭祀原中共中央总书记、总理赵紫阳[74]。